# 강원특별자치도청 소관 공직유관단체 목록
강원특별자치도 소관 공직유관단체 목록은 강원특별자치도청의 공직유관단체에 대해 기술한다.

## 목록

### 체육회
- 강원특별자치도체육회
- 강원특별자치도장애인체육회

### 의료원
- 강원특별자치도강릉의료원
- 강원특별자치도삼척의료원
- 강원특별자치도속초의료원
- 강원특별자치도영월의료원
- 강원특별자치도원주의료원

### 공사·출자기업
- 춘천도시공사
- 강원도개발공사
- 알펜시아
- 강릉관광개발공사

### 재단법인
- 강원테크노파크
- 강원연구원
- 강원신용보증재단
- 스크립스코리아항체연구원
- 강원문화재단
- 한국여성수련원
- 강원인재육성재단
- 강원정보문화진흥원
- 춘천바이오산업진흥원
- 춘천시문화재단
- 원주의료기기테크노밸리
- 원주문화재단
- 강릉과학산업진흥원
- 홍천메디칼허브연구소
- 영월문화재단
- 영월청정소재산업진흥원
- 인제군문화재단
- 정선군시설관리공단
- 정선아리랑문화재단
- 나라
- 철원플라즈마산업기술연구원
- 화천군인재육성재단
- 춘천지역자활센터
- 강원재활원
- 밀알재활원
- 참사랑의집
- 홈에버그린
- 강원도 경제진흥원

### 시설관리공단
- 동해시시설관리공단
- 속초시시설관리공단
- 영월군시설관리공단